# Трирічна війна
Трирічна війна (яп. 後三年の役, ごさんねんのえき, ґо-саннен-но екі, «останній 3-річний похід»; 1083 — 1087) — збройний конфлікт в Японії періоду Хей'ан між силами повсталих самураїв провінцій Муцу і Дева під керівництвом Кійохари но Ієхіри і Кійохари но Такехіри  з одного боку, і урядовими військами під проводом Мінамото но Йосіїе та Фудзівари но Кійохіри з іншого.
Почався як внутрішня боротьба за владу всередині роду Кійохара, гегемонів Північної Японії після Дев'ятирічної війни. Поступово переріс у повномасштабну війну через підтримку Фудзівари но Кійохіри, який на той час був членом роду Кійохара, силами Мінамото но Йосіїє.
Війна закінчилась перемогою урядових військ, ліквідацією роду Кійохара та постанням нових гегемонів японської півночі — муцівських Фудзівара на чолі з Кійохірою. В ході бойових дій особливо прославився Мінамото но Йосіїє, який заклав у Східній Японії політико-господарчий і військовий фундамент власного роду Мінамото.